# Juri Biordi
Juri Biordi (* 1. Januar 1995) ist ein san-marinesischer Fußballspieler. Größere Bekanntheit erlangte er, als er bei einem Spiel mit der U-21 San Marinos ein Tor gegen Wales erzielte, das Spiel gewann San Marino sensationell und völlig überraschend mit 1:0.

## Karriere

### Im Verein
Biordi wurde in der Jugend von San Marino Calcio ausgebildet, 2013 wurde er von FC Fiorentino gekauft, bestritt bisher aber noch kein Spiel für die erste Mannschaft.

### Nationalmannschaft
Biordi durchlief sämtliche U-Junioren der san-marinesischen Nationalmannschaft, in der U-21 erzielte er zwei Tore. Das erste Tor köpfte er nach einer Ecke gegen Litauen in der 13. Spielminute am 6. Juni 2013. Einem größeren Publikum bekannt wurde er mit seinem zweiten Treffer, als er am 6. September 2013 bei einem Spiel mit der U-21 gegen Wales das 1:0 erzielen konnte. Nach einem indirekten Freistoß köpfte er den Ball in der 21. Spielminute in das Tor und bescherte damit seiner Mannschaft den Sieg. Lässt man die zwei mit 3:0 für San Marino bewerteten Siege außer Acht, war dies der erste Sieg der U-21 und überhaupt der zweite Sieg für San Marino in einem Pflichtspiel, 2002 gewann die U-17 2:1 gegen Andorra. Gemessen an der Tatsache, dass Biordi Abwehrspieler ist und San Marino allgemein selten Tore erzielt, sind seine zwei Tore als beachtenswert anzuerkennen. Seinen ersten Einsatz für die A-Nationalmannschaft machte er bei einem Freundschaftsspiel gegen Albanien am 8. Juni 2014, das Spiel verlor San Marino mit 0:3.